# Blaster (Guerre stellari)

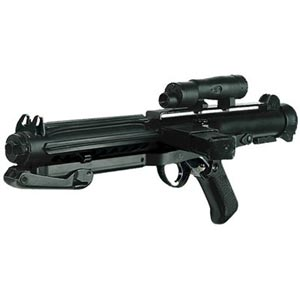
Fucile blaster E-11 utilizzato dagli stormtrooper in Guerre stellari

Il blaster, a volte chiamato anche fulminatore o folgoratore, è un'arma da fuoco presente nell'universo fantascientifico di Guerre stellari. Si tratta dell'arma a distanza più diffusa nella galassia sia tra i militari che tra i civili. La Lucasfilm la ha definita come "un'arma a distanza a particelle energizzate". Nonostante si presenti in una varietà di forme e dimensioni, il principio di funzionamento rimane lo stesso, così come i raggi di energia che emette. Molti blaster rispecchiano l'aspetto, le funzioni, i componenti, il funzionamento e l'uso delle armi da fuoco reali.
L'iconico E-11, è un blaster standard a medio raggio utilizzato principalmente dagli stormtrooper, è basato sul mitra Sterling utilizzato dalle forze armate del Regno Unito nella seconda metà del XX secolo. I registi hanno apportato diverse modifiche al design, ad esempio al caricatore.
I blaster compaiono per la prima volta nel film Guerre stellari e sono stati ripresi poi in numerosi film, serie televisive, libri, fumetti e videogiochi del franchise.

## Creazione e sviluppo

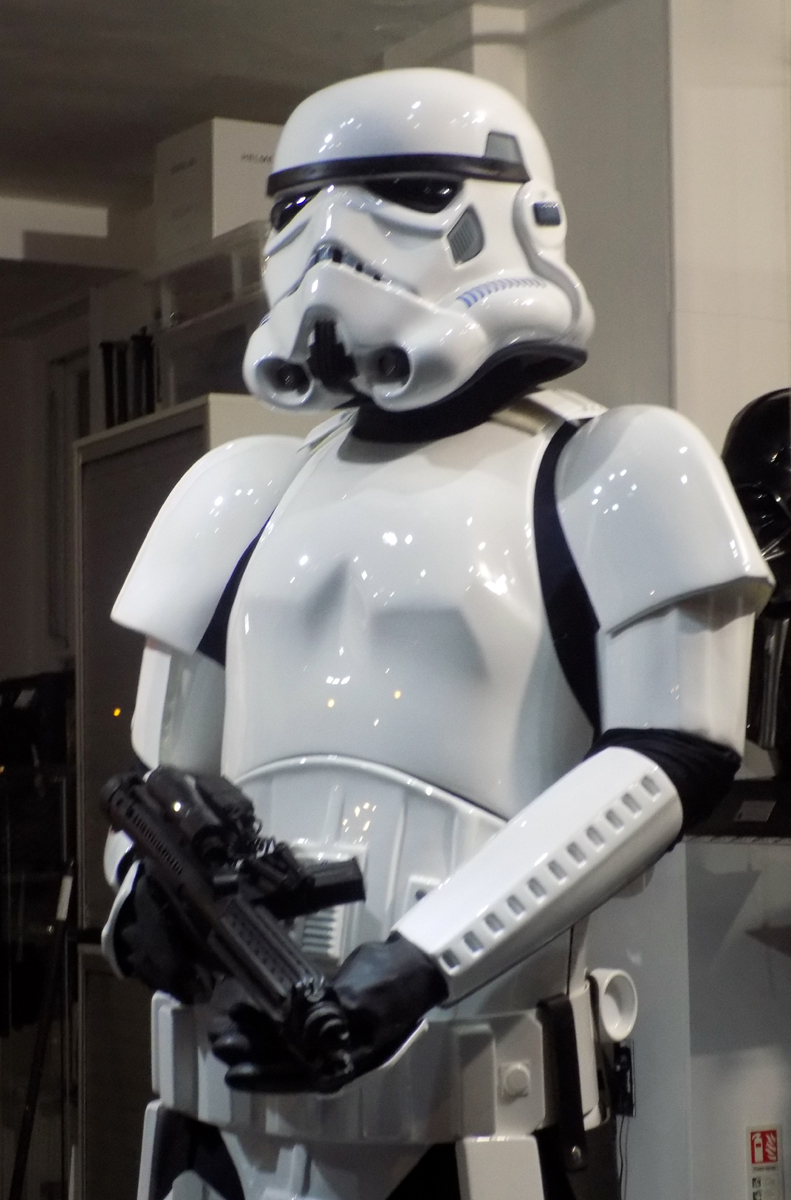
Assaltatore dell'Impero Galattico che regge un blaster E-11

I blaster utilizzati come materiale di scena nei film erano ricavati da veri fucili e pistole, con alcune modifiche estetiche per farli apparire futuristici.
Il fucile blaster E-11, ad esempio, si basa sul mitra Sterling, arma progettata durante la seconda guerra mondiale; mentre la pistola blaster DL-44 impugnata da Ian Solo deriva dalla Mauser C96 calibro 7,63 mm, una pistola semiautomatica di fabbricazione tedesca molto popolare nel primo Novecento ed utilizzata durante la prima e seconda guerra mondiale, a cui è stato aggiunto un mirino e una bocchetta. Il blaster realizzato per il film Guerre stellari andò perduto e ne fu realizzato un secondo con la resina del calco utilizzato per il primo. Il blaster fu poi utilizzato come materiale di scena ne L'Impero colpisce ancora e in Il ritorno dello Jedi. Altri blaster pesanti a ripetizione erano mitragliatrici leggere Lewis a cui sono stati rimossi il rivestimento della canna e il caricatore a piatto.
In alcune scene sono state utilizzati dei Sterling funzionali caricati a salve e quando azionati emettevano il lampo dello sparo, mentre il raggio di energia era aggiunto successivamente in post-produzione. In alcune scene, si vedono le cartucce che vengono espulse dalle pistole, e ancora in altre il suono della cartuccia a salve non viene sostituito da un effetto sonoro.
Il suono caratteristico dei blaster venne creato, durante una gita con la famiglia sui monti Poconos, dal progettista del suono Ben Burtt colpendo con un martello il tirante di un'antenna radio e tenendo il registratore vicino al cavo.

## Caratteristiche
Il blaster è un'arma da fuoco che spara un raggio di energia e che provoca danni concussivi ed esplosioni. Il principio di funzionamento prevede l'energizzazione di un gas fino a raggiungere lo stato di plasma, il quale viene poi incanalato, raffinato ed emesso sotto forma di raggio. A causa della sua affidabilità e semplicità di utilizzo, è l'arma da fuoco più diffusa nella galassia sia tra i militari che tra i civili.
I blaster si presentano in una grande varietà di forme e dimensioni, tra cui i più diffusi sono le pistole e i fucili. Altri modelli presenti nella serie sono: il blaster a ripetizione, disponibile in versioni leggere e pesanti, dalla cadenza di fuoco elevata e utilizzato dall'Alleanza Ribelle e dall'Impero durante la guerra civile galattica; diversi fucili di precisione; e il sistema di armi intercambiabili DC-17m, utilizzato dall'esercito della Repubblica, che poteva essere configurato come tre armi differenti: fucile blaster, fucile di precisione e cannone anticarro.